# Carfax
Carfax (prawidłowa pisownia: CARFAX) – komercyjna usługa internetowa, dostarczająca dane dotyczące historii pojazdów używanych osobom fizycznym i firmom w Europie, Stanach Zjednoczonych oraz Kanadzie.

## Historia
Carfax Inc. został założony w 1984 roku w mieście Columbia w stanie Missouri przez Ewina Barnetta III i Roberta Daniela Clarka. Obecna siedziba firmy mieści się w Centreville w stanie Wirginia. Początkowym celem firmy było zwalczanie oszustw związanych z fałszowaniem stanu drogomierza. Wczesna wersja raportu historii pojazdu Carfax opierała się na bazie danych obejmującej około 10 000 rekordów i była rozpowszechniana wśród dealerów samochodowych za pomocą faksu. W grudniu 1996 roku firma uruchomiła witrynę internetową, dając konsumentom dostęp do historii pojazdów. Jesienią 1999 roku Carfax stał się spółką całkowicie zależną od R.L. Polk & Company. W 2007 roku powstał Carfax Europe GmbH, aby obsługiwać rynek europejski. W 2013 roku inwestor IHS nabył firmę R.L. Polk & Company, a wraz z nią Carfax. W 2015 roku IHS wszedł w posiadanie firmy Carproof, dostarczającej historie pojazdów na rynku kanadyjskim. Rok później, w marcu 2016 roku, IHS połączył się z firmą Markit, tworząc w lipcu tego samego roku IHS Markit, nowego właściciela Carfax. W lipcu 2018 roku Carproof zmienił nazwę na Carfax Canada. 28 lutego 2022 roku IHS Markit połączył się z S&P Global, a CARFAX jako jednostka biznesowa stał się marką nowo utworzonej firmy S&P Global Mobility.

## Produkty i usługi
Produktem podstawowym firmy jest raport historii pojazdu Carfax. Punktem wyjścia dla każdego zapytania do bazy danych Carfax jest składający się z 17 znaków numer identyfikacyjny pojazdu (VIN); w niektórych krajach europejskich i stanach USA można również uzyskać historię pojazdu na podstawie numeru rejestracyjnego. W zależności od dostępności danych Carfax tworzy tzw. „Raport Historii Pojazdu”, przedstawiający historię z cyklu życia danego pojazdu. W miarę dostępności danych raport zawiera informacje dotyczące liczby poprzednich właścicieli, przebiegu, przeglądów technicznych, wpisów serwisowych, wcześniejszych uszkodzeń, wypadków, kradzieży i alternatywnego wykorzystania pojazdu.

## Źródła informacji
Carfax utrzymuje, że ma dostęp do ponad 32 miliardów rekordów pochodzących z ponad 112 000 źródeł, w tym z organów odpowiedzialnych za ewidencję pojazdów z 19 krajów europejskich, 50 stanów USA oraz wszystkich 10 prowincji kanadyjskich. Źródła informacji firmy pochodzą z krajowych instytucji rejestrujących pojazdy mechaniczne, aukcji samochodowych, licytacji pojazdów uszkodzonych, wypożyczalni i firm flotowych, organów ochrony konsumenta, stacji kontroli pojazdów, firm ubezpieczeniowych, jednostek straży pożarnej i policji, producentów, firm inspekcyjnych, placówek serwisowych i naprawczych, dealererów samochodowych oraz firm importowo-eksportowych.

## Carfax Europe
Od 2007 roku Carfax prowadzi swoją działalność również w Europie. Z inicjatywy Franka Bruegginka wraz z R.L. Polk & Co. i Carfax Inc. w 2007 roku w Monachium powstała firma Carfax Europe GmbH. Oprócz danych z Carfax Inc., Carfax Europe oferuje również historie pojazdów dla samochodów europejskich. Według własnych oświadczeń Carfax Europe realizuje wizję uczynienia rynku samochodów używanych w Europie bardziej przejrzystym. Dzięki bliskiej współpracy z Carfax Inc. w USA, Carfax Europe ma dostęp do ponad 32 miliardów zapisów danych dotyczących pojazdów europejskich i północnoamerykańskich.
W 2010 roku firma rozszerzyła swoją działalność na Szwecję, a w kolejnych latach na Hiszpanię, Słowenię, następnie w 2016 roku także na Holandię. Każdy z nowo powstałych rynków posiadał swoją własną stronę internetową. Od 2019 roku firma oferuje również historię pojazdów w Polsce i od 2017 roku współpracuje z polskim Ministerstwem Cyfryzacji w ramach Centralnej Ewidencji Pojazdów „Historia Pojazdu”. W 2021 roku Carfax pojawił się również na rynku włoskim.

## Carfax Canada
Od 2018 roku Carfax posiada globalne dane pojazdów dla rynku kanadyjskiego. Początkiem tego było przejęcie Carproof przez inwestora Carfax, firmę IHS w 2015 roku. Carproof został założony w 2000 roku i był liderem rynku historii pojazdów w Kanadzie. Około dwóch lat po przejęciu przez IHS, Carproof zmienił nazwę na Carfax Canada.